# ليفونيون
الليفونيون (لغة ليفونية: līvlizt) هم السكان الأصليون لشمالي لاتفيا وجنوب غرب إستونيا. وهم يتحدثون الأورالية الليفونية، وهي لغة ترتبط ارتباطاً وثيقاً باللغة الإستونية والفنلندية. وآخر شخص تعلم اللغة الليفونية باعتبارها لغة أم توفي في عام 2013. اعتباراً من عام 2010 هناك ما يقرب من 30 شخصاً تعلموا اللغة كلغة ثانية.
جنباً إلى جنب مع عدد السكان المشتتين عرقياً أدت العوامل التاريخية والاجتماعية والاقتصادية في انخفاض عدد السكان الليفونيين، مع مجموعة صغيرة فقط على قيد الحياة في القرن ال21. في عام 2011، كان هناك 250 شخصاً ادعوا العرق الليفوني في لاتفيا.